# Peel Ring of Lumphanan
De Peel Ring of Lumphanan is een voormalige motte uit de dertiende eeuw, gelegen 0,8 kilometer ten zuidwesten van Lumphanan in de Schotse regio Aberdeenshire.

## Beschrijving
De Anglo-Normandische familie de Lundins van Angus verkreeg rond 1228 een Lordship met landerijen tussen de rivieren Don en Dee. Omdat deze familie de positie bekleedde van koninklijke deurwachters (door-wards in het Engels), veranderde hun familienaam in Durward. Het hoofdkasteel van deze familie lag in Coull, zo'n tien kilometer ten westen van Lumphanan. In Lumphanan bouwde deze familie een aardewerk kasteel, een motte, dat beschermd werd door een houten palissade. De peervormige heuvel meet 55 bij 36 meter; eromheen lag een vijftien meter brede, natte greppel. Het kasteel werd bekend onder de naam Peel Ring of Lumphanan. Het kasteel diende meer als jachtverblijf van de familie Durward, dat dan het een permanent bewoonde residentie was. Het werd bewoond tussen het midden van de dertiende eeuw tot de veertiende eeuw.
Tijdens de Schotse onafhankelijkheidsoorlog maakte Eduard I van Engeland een omweg om op 21 juli 1296 in het kasteel van Lumphanan de overgave te accepteren van Sir John de Melville van Raith in Fife. Het kasteel werd niet lang daarna verlaten en werd niet meer als verdedigingswerk gebruikt.
In 1487 bouwde Thomas Charteris, van Kinfauns in Perthshire, een residentie op de top van de heuvel. Deze residentie stond bekend onder de naam Ha'ton House. De residentie werd niet lang bewoond en was in de achttiende eeuw reeds een ruïne.
In de periode 1975-1979 vonden er opgravingen plaats, in opdracht van Historic Scotland.

## Macbeth
Koning Macbeth van Schotland werd in 1057 bij Lumphanan gedood door Malcolm III. De Peel Ring of Lumphanan bestond in die tijd nog niet. Driehonderd meter ten zuidwesten van de Peel Ring of Lumphanan ligt de plaats waarvan wordt beweerd dat daar het hoofd van Macbeth werd afgehakt; die plaats staat bekend als Macbeth's Stone.

## Beheer
De Peel Ring of Lumphanan wordt beheerd door Historic Environment Scotland.